# 戈乌恩达姆帕拉耶姆
戈乌恩达姆帕拉耶姆（Goundampalayam），是印度泰米尔纳德邦Coimbatore县的一个城镇。总人口46984（2001年）。

## 人口
该地2001年总人口46984人，其中男性23877人，女性23107人；0—6岁人口5037人，其中男2526人，女2511人；识字率76.35%，其中男性为80.75%，女性为71.80%。